# Філіпова Людмила Яківна
Філіпова Людмила Яківна, (нар. 13 березня 1952,  Харків)  — українська науковиця у галузі бібліографознавства, інформаційної діяльності та документальних комунікацій. Педагогиня, докторка педагогічних наук (2000), професорка (2003), професор кафедри інформаційних технологій Харківської державної академії культури.

## Життєпис
Людмила Яківна народилася в сім'ї службовців. Вищу освіту здобула у Харківському державному інституті культури (1973).
У 1973—1980 роках працювала на посадах бібліографа, завідувачки довідково-бібліографічного відділу; очолювала сектор науково-технічної інформації при бібліотеці Харківського інженерно-економічного інституту.
З 1980 року працює у Харківській державній академії культури. За цей час обіймала посади викладача, старшого викладача, доцента, професора кафедр: галузевого бібліографознавства, інформатики, інформаційних технологій, інформаційно-документних систем.
1992 року Людмила Яківна закінчила аспірантуру Московського державного інституту культури, захистивши кандидатську дисертацію з бібліографознавства за темою: «Формирование региональной системы научно-вспомогательных библиографических пособий по технике (на примере Украины)».
З 1992 року Людмила Яківна є кандидаткою педагогічних наук, а з 1995 року доцентка.
З 1999 до 2014 роки перебувала на посаді декан факультету документознавства та інформаційної діяльності.
У 2000 році захистила докторську дисертацію: «Библиографические системы Украины в информационно-компьютерном пространстве».
2014 року стала деканом факультету соціальних комунікацій Харківської державної академії культури.
Філіпова Л. Я. має понад 200 наукових публікацій. Учасниця багатьох міжнародних наукових конференцій та семінарів.
Людмила Яківна є заступником голови спеціалізованої вченої ради Харківської державної академії культури із захисту докторських та кандидатських дисертацій зі спеціальностей 27.00.02, 27.00.03; членом редколегії збірника наукових праць «Вісник Харківської державної академії культури»; інших фахових збірок наукових праць Києва, Харкова, Одеси .

## Наукові ініціативи
2000 року Людмила Яківна пройшла наукове стажування в Іллінойському університеті (США, Чикаго) за міжнародною програмою USIA RSEP (Регіональна програма обміну вченими) Американської Ради з міжнародної освіти ACTR/ACCELS, за темою: «Впровадження Інтернет-технологій в бібліотеках України».
Співпрацюючи з міжнародною програмою IREX/IATP, з метою підтримки підвищення кваліфікації працівників культури та мистецтва, проводила навчальні семінари та тренінги з «Основ Інтернет для бібліотечних та інформаційних працівників».
Л. Я. Філіпова є авторкою навчальної програми післядипломної освіти «Інтернет та бібліотеки. Інформаційний сервіс» та проєкту курсу дистанційного навчання «Інформаційно-бібліотечні ресурси Інтернет». Нею започаткована наукова школа з вивчення користувацького підходу до інформатизації та комп'ютеризації інформаційно-бібліотечної сфери.
Філіпова є ініціатором розроблення та впровадження нових навчальних дисциплін «Інформаційний сервіс Інтернет» та «Комп'ютерна етика».
Під її науковим керівництвом аспіранти та здобувачі — громадяни України, Йорданії, Китаю — захистили 9 кандидатських та 1 докторську дисертацію. Вона є науковим керівником докторанта, аспірантів, пошукувачів, магістрантів.

## Відзнаки
- Нагороджена Почесною грамотою Міністерства культури і мистецтв України (2002);
- Дипломами обласного конкурсу «Вища школа Харківщини  — кращі імена» в номінаціях: «Науковець» (2000/2001); «Декан» (2001/2002).

## Праці
- Формирование региональной системы научно-вспомогательных библиографических пособий по технике (на примере Украины) : дис. канд. пед. наук : 05.25.03 / Л. Я. Нагорная (Филиппова) ; Моск. гос. ин-т культ. – Москва, 1992. – 215 с.
- Інформаційний сервіс в Інтернеті : навч. посіб. для вищ. навч. закл. / Харків. держ. акад. культури ; В. М. Шейко, Б. М. Смоляницький, Л. Я. Філіпова та ін. — Харків, 1998. — 207 с.

- Автоматизированные библиографические базы данных: пользовательский поход : книга для работников электронных библиотек и информационных служб / Л. Я. Филиппова. – Киев : ЧП «Интеграл Кин», 1998. – 191 с.

- Информационно-библиотечные ресурсы Интернет / Л. Я. Филиппова. – Харьков : «К-Центр», 1998. – 80 с.

- Розвиток технічної бібліографічної інформації в Україні та за кордоном : тексти лекцій з курсу «Бібліографічні ресурси» для студ. ін-ту культури / Л. Я. Філіпова ; Харків. держ. акад. культури. – Харків : ХДАК, 1998. – 96 с.

- Библиографические системы Украины в информационно-компьютерном пространстве: теория, организация, технология : дис. д-ра пед. наук : 07.00.08 / Л. Я. Филиппова ; Харьк. гос. акад. культ. – Харьков, 1999. – 436 с.

- Ukrainian Internet Resources : Search Systems, Content, and Library Resources / L. Filipova // Library Hi Tech News (USA). – 2000. – Vol. 17, N   8. – P. 30–35 (англ.; США).

- Питання змісту бібліотечних Web-сайтів в Інтернеті / Л. Я. Філіпова // Бібліотечна планета. – 2001. – N 3(13). – С. 12–15.

- Електронна бібліотека в системі дистанційної освіти / Л. Я. Філіпова // Вісник ХДАК : зб. наук. пр. – Вип. 14. – Харків : ХДАК, 2004. – С. 133–140

- Информационный сервис Интернет (для пользователей) : учеб. пособие / Л. Я. Филиппова ; Харьк. гос. акад. культуры. – Харьков : ХГАК, 2004. – 143 с.

- Компьютерная этика : учеб. пособие / Л. Я. Филиппова, В. С. Зеленецкий. – Харьков, 2006. – 210 с. (в соавт.).

- Основи інформаційно-аналітичної діяльності : навч. посіб. / Л. Я. Філіпова, І. В. Захарова. – Київ : ЦУЛ., 2013. – 339 с. (в співавт.)
- Філіпова Л. Я. Колосова Наталія Феоктистівна : [бібліограф] / Л. Я. Філіпова // Енциклопедія Сучасної України / НАН України, Наук. т-во ім. Шевченка, Ін-т енциклопед. дослідж. НАН України. — Київ, 2014. — Т. 14. — С. 118.
- Філіпова Л. Я. Прикладні завдання комп'ютерної лінгвістики та інформаційно-аналітична діяльність / Л. Я. Філіпова // Феномен бібліотек в сучасному світі : зб. матеріалів ІІ Всеукр. наук.-практ. конф. з міжнар. участю, м. Маріуполь, 30 верес. 2021 р. — Маріуполь : Маріупол. держ. ун-т, 2021. — С. 164–166.
- Філіпова Л. Я. Системи бізнес-аналітики : сучасні тенденції розвитку // Бібліотекознавство. Документознавство. Інформологія». ― 2022. ― №1. ― С. 32–48.